# Escalfador (mitja)

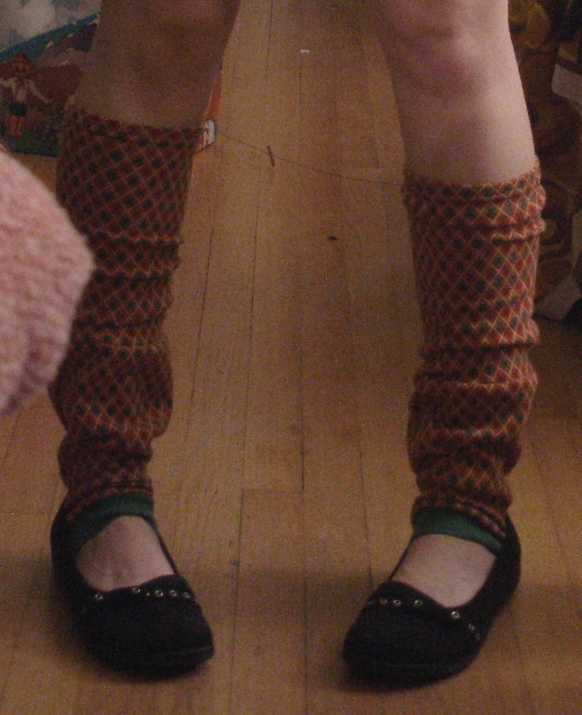
Escalfadors

Es diu  escalfador  a una peça que es col·loca a les cames, bé per a escalfar els músculs abans de fer exercici, bé com a accessori de moda. Es tracta d'una mena de mitges curtes de llana sense peu que s'introdueixen per les extremitats inferiors.
Els escalfadors són d'ús tradicional entre els ballarins per a escalfar les cames durant les classes de ball. Es porten durant la primera part de la classe o durant l'assaig d'una actuació per mantenir calents les cames i evitar així lesions en la part més activa de l'exercici. Un cop calents els músculs, els escalfadors es retiren.
Els escalfadors es van popularitzar com a accessori de moda per a dones en els anys 80 arran la projecció de la sèrie de televisió Fama i la pel·lícula Flashdance. En ambdós casos, els protagonistes utilitzaven escalfadors per a les cames durant els assajos i classes de dansa. Les joves van trobar que els escalfadors usats pels seus ídols es podien dur també com a peces de carrer. En aquell moment, les noies se'ls van posar combinats amb vestits o minifaldilla, sovint sobre leggins de licra o jeans. A finals dels 80 el seu ús va decaure, però han tornat a ser presentats per alguns dissenyadors a principis del segle xxi.